# Джиганте, Винсент
Винсент Луис Джиганте (28 марта 1928, Нью Йорк, США — 19 декабря 2005, Спрингфилд, Миссури, США) — американский мафиози, также известный как «Подбородок». 
Босс преступной семьи Дженовезе с 1981 по 2005 год.

## Биография
Винсент Джиганте начинал как профессиональный боксер, сражавшийся в 25 матчах между 1944 и 1947 годами.
Джиганте был одним из пяти братьев; трое из которых - Марио, Паскуале и Ральф, последовали за ним в мафию. 
Только один брат, Луи, остался вне криминальной деятельности, вместо этого став католическим священником.

## Криминальная деятельность
Винсент получил известность в криминальных кругах после неудачного покушения на босса семьи Дженовезе (на тот момент известной как семья Лучано) Фрэнка Костелло в 1957 году.  

## Покушение на босса семьи Лучано, Фрэнка Костелло
В 1956 году могущественный союзник Костелло, Джо Адонис, выбрал добровольную депортацию в Италию вместо длительного тюремного срока. Отъезд Адониса сильно пошатнул власть Фрэнка Костелло.
Тем не менее, Дженовезе по прежнему требовалось нейтрализовать его другого союзника, Альберта Анастазия. Однако обстоятельства сложились так, что Дженовезе пришлось сделать свой ход раньше рассчитанного.   
В мае 1957 года, вскоре после освобождения из тюрьмы, на Костелло было совершено покушение. Вечером, когда Костелло возвращался в свою квартиру на Манхэттене, он получил одно огнестрельное ранение в голову.   

Джиганте перед выстрелом в Костелло сказал:  
«Это тебе, Фрэнк». 
Костелло повернул свою голову на голос во тьме и это спасло ему жизнь. Пуля прошла по касательной, лишь разорвав кожу на голове.  
Киллер, которым был Винсент «Подбородок» Джиганте, посчитал Костелло мертвым и скрылся. После неудачного покушения, Джиганте подался в бега и специально сильно похудел, чтобы изменить внешность.   
Костелло не стал говорить полиции, что узнал покушавшегося. После «слушаний Кефовера», Костелло в беседах с друзьями неоднократно жаловался, что теневой бизнес его утомил и ему хотелось бы уйти на покой.  
Понимая, что за покушавшимся на него Джиганте стоит Вито Дженовезе, который не остановится на полпути, он принял решение отойти от дел.  
Так Вито Дженовезе стал боссом семьи. В октябре того же года был убит Альберт Анастазия.  
Убийство так и осталось нераскрытым. 

## Тюремный срок
В 1959 году Джиганте был приговорен к семи годам тюремного заключения за наркоторговлю.

## Как босс семьи Дженовезе
Джиганте быстро пришел к власти в 1960-х и 1970-х годах. 
К 1981 году он стал боссом семьи, в то время как Энтони «Жирный Тони» Салерно был боссом в первой половине 1980-х годов, который также являлся марионеткой для отвода глаз от настоящего лидера организованного преступного сообщества.
Он также заказал неудавшуюся попытку убийства босса преступной семьи Гамбино Джона Готти в 1986 году, в результате чего погиб Фрэнк ДеЧикко, сев в заминированную машину.
После ареста и осуждения Готти с помощью показаний бывшего мафиозо Сальваторе Гравано, и других участников преступной семьи Гамбино в 1992 году, Джиганте был признан самым могущественным криминальным авторитетом в Соединенных Штатах. 
Около 30 лет Джиганте симулировал безумие, пытаясь сбить правоохранительные органы со следа. 
Получивший в СМИ прозвище «Крестный дурец» и «Загадка в халате», Джиганте часто бродил по улицам Гринвич-Виллидж в халате и тапочках, бессвязно бормоча что-то себе под нос в сопровождении телохранителя. 

## Второй тюремный срок
В 1990 году Джиганте было предъявлено федеральное обвинение в рэкете, но было установлено, что он психически не способен предстать перед судом. 
В 1997 году он был повторно судим и признан виновным в рэкете и приговорен к 12 годам тюремного заключения. 
Столкнувшись с обвинениями в препятствовании правосудию в 2003 году, он признал себя виновным и признал, что его предполагаемая невменяемость была тщательно продуманной попыткой избежать судебного преследования, за это он был приговорен к дополнительным трем годам тюремного заключения.

## Смерть
Джиганте скоропостижно скончался, находясь в заключении в Медицинском центре Соединенных Штатов для федеральных заключенных, в Спрингфилде, штат Миссури, 19 декабря 2005 года.